# Pallamano Trieste 1996-1997
Questa pagina raccoglie i dati riguardanti la Pallamano Trieste nelle competizioni ufficiali della stagione 1996-1997.

## Rosa

### Giocatori
| N° | Naz.                           | Ruolo | Sportivo               | Anno | Alt. | Peso |
| -- | ------------------------------ | ----- | ---------------------- | ---- | ---- | ---- |
| 12 | Italia (bandiera)              | P     | Barberini              |      |      |      |
| 16 | Italia (bandiera)              | P     | Ivan Mestriner         | 1970 |      |      |
| 3  | Italia (bandiera)              | T     | Piero Sivini           | 1960 |      |      |
| 4  | Italia (bandiera)              | PV    | Giorgio Oveglia        | 1963 |      |      |
| 6  | Italia (bandiera)              | A     | Claudio Kavrecich      | 1969 |      |      |
| 7  | Italia (bandiera)              | A     | Lorenzo Vosca          |      |      |      |
| 8  | Serbia e Montenegro (bandiera) | PV    | Slobodan Milosavljevic | 1971 |      |      |
| 9  | Italia (bandiera)              | T     | Marcelo Schmidt-Ricci  | 1963 |      |      |
| 10 | Italia (bandiera)              | T     | Settimio Massotti      | 1964 |      |      |
| 11 | Italia (bandiera)              | T     | Antonio Pastorelli     | 1971 |      |      |
| 13 | Italia (bandiera)              | A     | Michele Guerrazzi      | 1971 |      |      |
| 14 | Italia (bandiera)              | T     | Alessandro Tarafino    | 1971 |      |      |
| 15 | Italia (bandiera)              | A     | Marco Lo Duca          | 1971 |      |      |
| 18 | Italia (bandiera)              | PV    | Claudio Schina         | 1961 |      |      |

### Staff
- Allenatore:  Giuseppe Lo Duca
- Allenatore in seconda:  Marco Bozzola
- Preparatore atletico:  Paolo Paoli
- Massaggiatore:  Cavallini

## Classifiche

### Serie A1
|  | Pos. | Squadra      | Pt | G  | V  | N | S  | GF  | GS  | D    | Note                                        |
|  | ---- | ------------ | -- | -- | -- | - | -- | --- | --- | ---- | ------------------------------------------- |
|  | 1.   | Trieste      | 48 | 26 | 24 | 0 | 2  | 690 | 520 | +170 | Qualificato alla Champions League 1997-1998 |
|  | 2.   | Ortigia      | 41 | 26 | 19 | 3 | 4  | 619 | 519 | +100 |                                             |
|  | 3.   | Modena       | 39 | 26 | 19 | 1 | 6  | 646 | 570 | +76  |                                             |
|  | 4.   | Prato        | 38 | 26 | 19 | 0 | 7  | 668 | 558 | +110 |                                             |
|  | 5.   | Brixen       | 29 | 26 | 13 | 3 | 10 | 572 | 531 | +41  |                                             |
|  | 6.   | Teramo       | 29 | 26 | 13 | 3 | 10 | 619 | 610 | +9   |                                             |
|  | 7.   | Bologna 1969 | 28 | 26 | 12 | 4 | 10 | 598 | 576 | +22  |                                             |
|  | 8.   | Rubiera      | 21 | 26 | 9  | 3 | 14 | 659 | 648 | +11  |                                             |
|  | 9.   | Conversano   | 20 | 26 | 9  | 2 | 15 | 590 | 652 | -62  |                                             |
|  | 10.  | Black Devils | 20 | 26 | 8  | 4 | 14 | 611 | 647 | -36  |                                             |
|  | 11.  | Mazara       | 18 | 26 | 7  | 4 | 15 | 596 | 661 | -65  | Retrocesso                                  |
|  | 12.  | Mordano      | 17 | 26 | 8  | 1 | 17 | 659 | 704 | -45  | Retrocesso                                  |

### Champions League

#### Girone B
|  | Pos. | Squadra             | Pt | G | V | N | S | GF  | GS  | D   | Note                            |
|  | ---- | ------------------- | -- | - | - | - | - | --- | --- | --- | ------------------------------- |
|  | 1.   | Badel 1862 Zagreb   | 10 | 6 | 4 | 2 | 0 | 168 | 145 | +27 | Qualificato ai quarti di finale |
|  | 2.   | SC Pick Szeged      | 8  | 6 | 3 | 2 | 0 | 163 | 150 | +13 | Qualificato ai quarti di finale |
|  | 3.   | ID Runar Sandefjord | 6  | 6 | 3 | 0 | 3 | 155 | 168 | -13 |                                 |
|  | 4.   | Pallamano Trieste   | 0  | 6 | 0 | 0 | 6 | 147 | 174 | -27 |                                 |